# Kleinbüllesheim
Kleinbüllesheim is een plaats in de Duitse gemeente Euskirchen, deelstaat Noordrijn-Westfalen, en telt 1249 inwoners (2006).

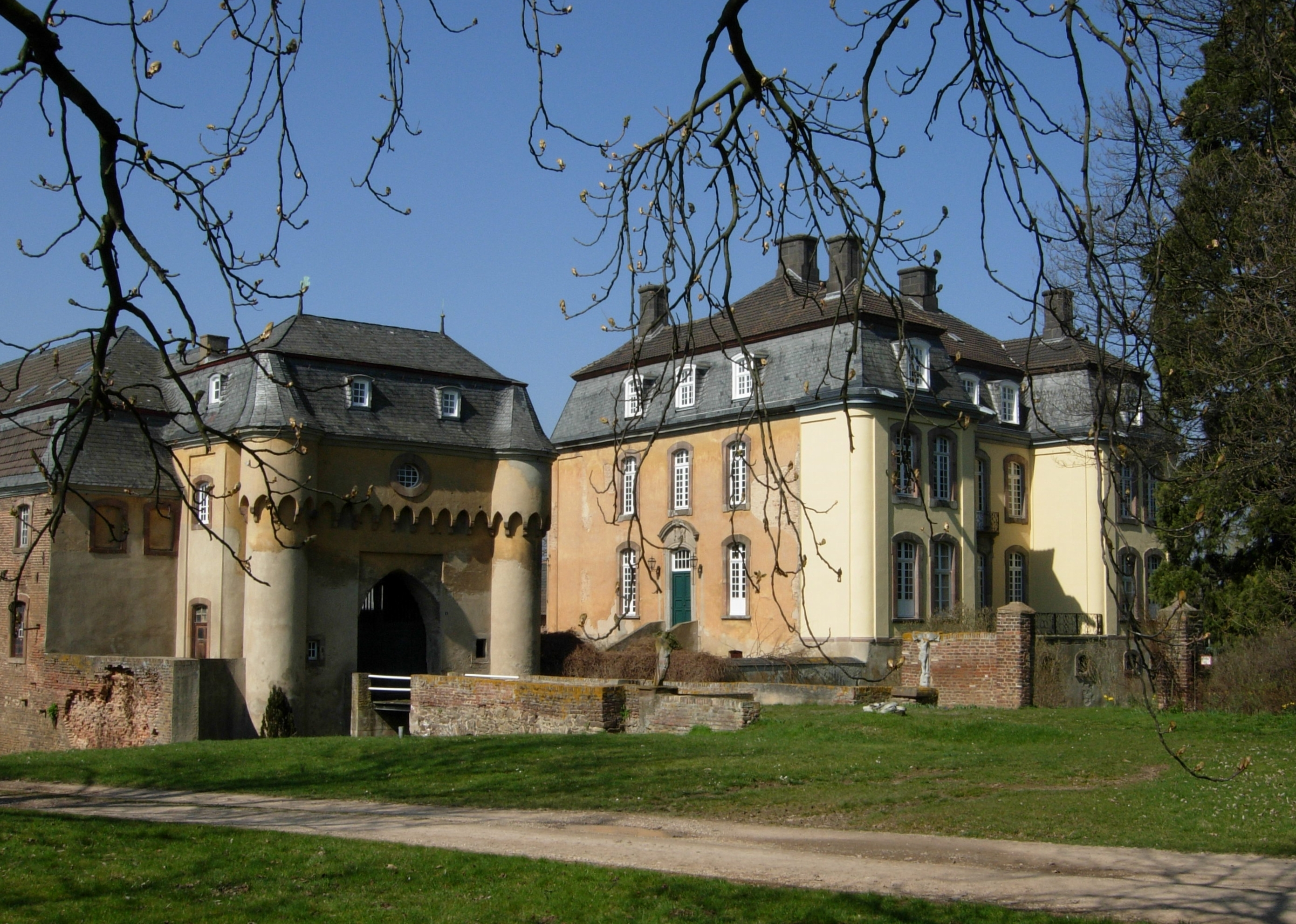
Große Burg Kleinbüllesheim